# Сигурност
Сигурност или безбедност представља степен заштите од опасности, штете, губитка или злочиначке активности. Сигурност као облик заштите састоји се од структура и процеса који дају или побољшавају сигурност као стање.
Сигурност треба упоредити са сродним концептима: континуитет и поузданост. Кључна разлика између сигурности и поузданости је да сигурност мора спречити потезе људи који се припремају да проузрокују уништење.

## Перцепције безбедности
Пошто није могуће прецизно знати у којој мери је нешто 'безбедно' (а мера рањивости је неизбежна), перцепције безбедности варирају, често у великој мери. На пример, страх од смрти услед земљотреса је уобичајен у Сједињеним Државама (САД), али клизање на поду купатила заправо убија више људи; у Француској, Уједињеном Краљевству и САД много је мање смртних случајева узрокованих тероризмом, него што има жена које су њихови партнери убили у кући.

## Преглед

### Референт
Безбедносни референт је фокус безбедносне политике или дискурса; на пример, референт може бити потенцијални корисник (или жртва) безбедносне политике или система.
Референти безбедности могу бити особе или друштвене групе, објекти, институције, екосистеми или било која друга појава подложна нежељеним променама од стране сила свог окружења. Референт у питању може комбиновати много референата, на исти начин на који се, на пример, национална држава састоји од много појединачних грађана.

### Оспорени приступи
Приступи безбедности су спорни и предмет дебате. На пример, у дебати о стратегијама националне безбедности, неки тврде да безбедност углавном зависи од развоја заштитних и принудних способности како би се заштитио безбедносни референт у непријатељском окружењу (и потенцијално да би се та моћ пројектовала у његово окружење и доминирала њиме до тачке стратешке надмоћи). Други тврде да безбедност првенствено зависи од изградње услова у којима се могу развијати равноправни односи, делимично смањењем антагонизма међу актерима, обезбеђивањем да се основне потребе могу задовољити, а такође и да се разлике у интересима могу ефикасно усагласити.

## Контексти безбедности (примери)

### рачунарска безбедност
Рачунарска безбедност, позната и као сајбер безбедност или ИТ безбедност, односи се на безбедност рачунарских уређаја као што су рачунари и паметни телефони, као и рачунарских мрежа као што су приватне и јавне мреже и Интернет. Ова област има све већи значај због све већег ослањања на рачунарске системе у већини друштава. То се тиче заштите хардвера, софтвера, података, људи, као и процедура којима се приступа системима. Средства рачунарске безбедности обухватају физичку безбедност система и безбедност информација које се налазе у њима.

### Корпоративна безбедност
Корпоративна безбедност се односи на отпорност корпорација на шпијунажу, крађу, штету и друге претње. Безбедност корпорација је постала сложенија како се ослањање на ИТ системе повећало, а њихово физичко присуство је постало више распоређено у неколико земаља, укључујући окружења која су или могу брзо постати непријатељска према њима.

### Еколошка сигурност
Еколошка безбедност, позната и као безбедност животне средине, односи се на интегритет екосистема и биосфере, посебно у односу на њихов капацитет да одрже разноврсност животних облика (укључујући људски живот). Безбедност екосистема је привукла све већу пажњу како је растао утицај еколошке штете од стране људи.

### безбедност хране
Безбедност хране се односи на адекватно снабдевање и приступ безбедним и хранљивим намирницама. Безбедност хране добија на значају како светска популација расте, а продуктивно земљиште опада услед прекомерне употребе и климатских промена.

### Људска безбедност
Људска безбедност је парадигма у настајању која се, као одговор на традиционално наглашавање права националних држава да се заштите, фокусирала на примат безбедности људи (појединаца и заједница). Концепт подржава Генерална скупштина Уједињених нација, која је нагласила „право људи да живе у слободи и достојанству” и препознала „да сви појединци, посебно рањиви људи, имају право на слободу од страха и слободу од оскудице”.

## Perceptions of security
Since it is not possible to know with precision the extent to which something is 'secure' (and a measure of vulnerability is unavoidable), perceptions of security vary, often greatly. For example, a fear of death by earthquake is common in the United States (US), but slipping on the bathroom floor kills more people; and in France, the United Kingdom and the US there are far fewer deaths caused by terrorism than there are women killed by their partners in the home.